# Mamulichthys ignotus
Mamulichthys ignotus è un pesce osseo estinto, appartenente ai discordittiformi. Visse nel Permiano medio (circa 268 - 265 milioni di anni fa) e i suoi resti fossili sono stati ritrovati in Russia.

## Descrizione
Questo pesce era di piccole dimensioni e non doveva superare i 15 centimetri di lunghezza. Era caratterizzato da un grande opercolo di forma arrotondata e dalla mandibola più grande della mascella. I denti erano di lunghezza variabile, ma sempre di forma acuminata. Le ossa dermiche del cranio erano spesse, ornamentate con tubercoli cavi di ganoina di varie dimensioni (dal triangolare all'arrotondato). Il cleitro era dotato di un ramo verticale allungato. Era presente una grande spina di fronte alla pinna pettorale, così come di fronte alla pinna dorsale; quest'ultima era dotata anche di una spina posteriore. Le scaglie laterali sul corpo di Mamulichthys erano molto alte, mentre erano presenti tre file di scaglie addominali grandi, spesse e a forma di mezzaluna, che si sovrapponevano l'una all'altra. 

## Classificazione
Mamulichthys è un membro dei discordittiformi, uno dei tanti gruppi di attinotterigi arcaici del Paleozoico superiore; in particolare, i discordittiformi sembrerebbero essere stati endemici del Permiano dell'Europa orientale.  
Mamulichthys ignotus venne descritto per la prima volta nel 2014, sulla base di resti fossili ritrovati in Russia meridionale in terreni del Permiano medio. 